# Glacier du Cervin
Le glacier du Cervin (en allemand : Matterhorngletscher) est un glacier situé dans les Alpes pennines, à la base de la face Nord du Cervin, au sud de la ville de Zermatt, en Valais (Suisse). Il a une longueur maximale d'environ 2,5 km. Le glacier se trouve dans le bassin du glacier de Zmutt.
En 1865, à la suite de première ascension du Cervin, quatre grimpeurs meurent dans une chute lors de la descente depuis le sommet. Trois corps sont retrouvés quelques jours plus tard sur le glacier, la dépouille mortelle de Lord Francis Douglas n'a jamais été retrouvée.